# 激突

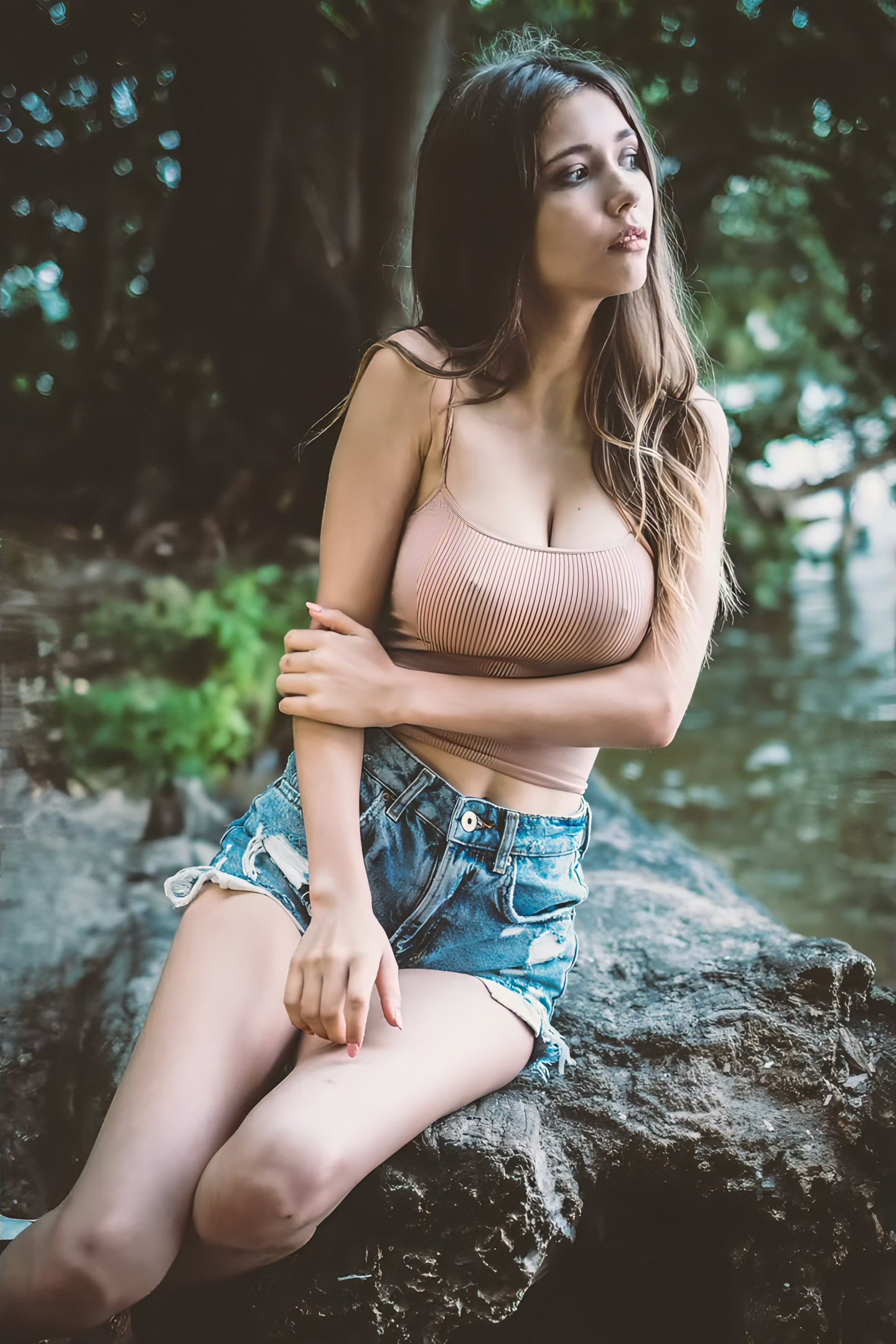
女子乳頭激凸

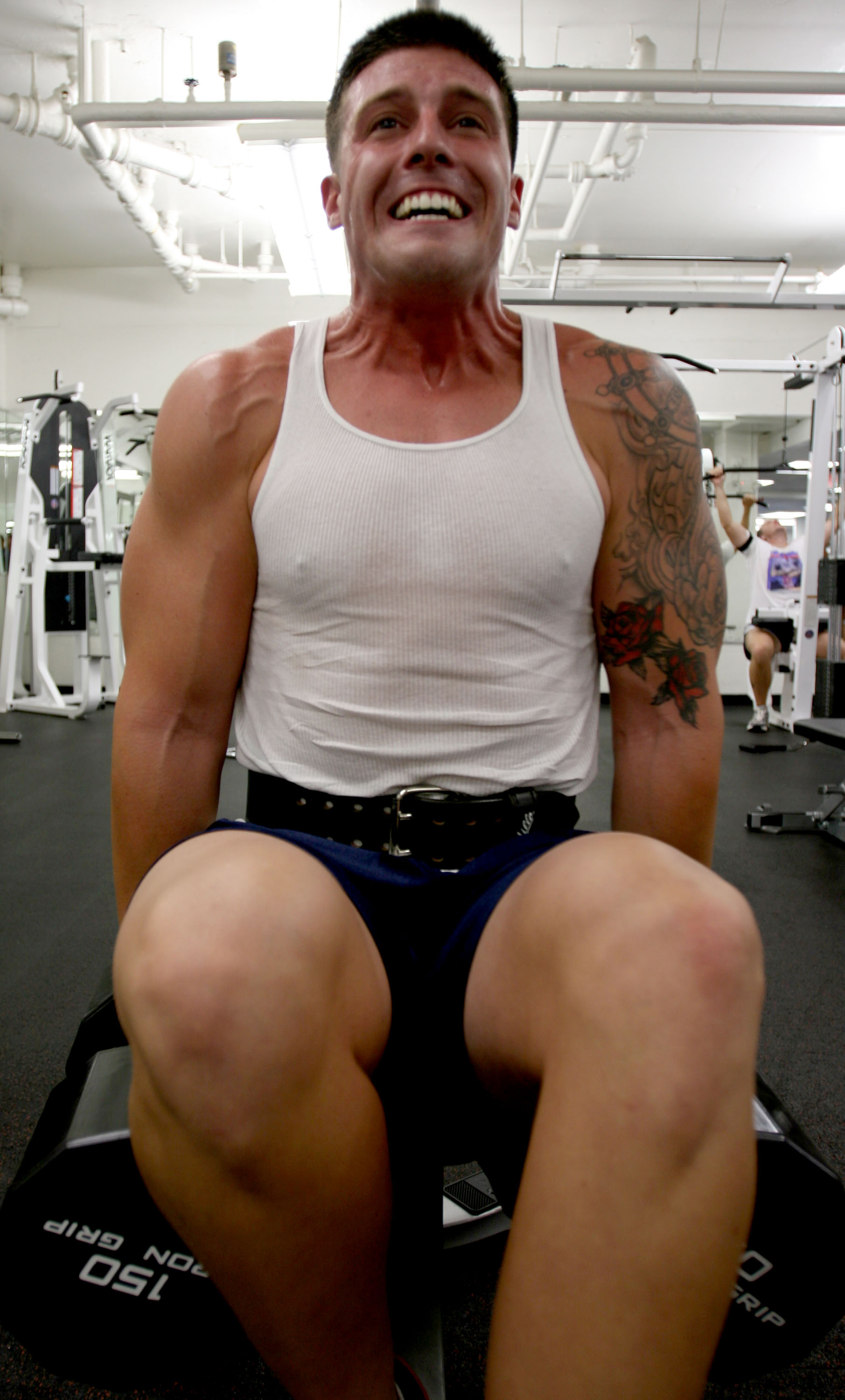
男子乳頭激突

激凸也稱為激突、飛釘、凸點、突點，是指乳頭在衣服表面顯著突起的情形，一般是在上衣較貼身時才會出現。由於所見的激突一般隔著衣服，不一定可見乳頭、乳暈或乳房的顏色。

## 說明
無論任何性別，穿著較貼身上衣，都可能出現激突的情形。而女性在青春期，乳房及乳頭都會成長，此後激凸機會增大。若不穿胸罩且衣物較貼身，則更容易出現激突的情形，若穿隱形胸罩或是貼胸貼即可避免。